# Ernesto Lamma
Ernesto Lamma (Bologna, 1863 – ...) è stato un letterato e filologo italiano noto per i suoi studi danteschi e per aver pubblicato l'edizione diplomatica di un manoscritto dugentesco, in realtà mai esistito, noto come Codice Bardera.

## Opere
- Questioni dantesche, Bologna, ditta Nicola Zanichelli, 1902.
- Di un frammento di codice del secolo XV; Di una canzone pseudo-dantesca, Città di Castello, S. Lapi, 1903 («Collezione di opuscoli danteschi inediti o rari», 76).
- Tra i poeti della Scuola romagnola dell'Ottocento. Appunti e ricerche, Rocca S. Casciano, Licinio Cappelli, 1906.
- Sull'ordinamento delle Rime di Dante, Città di Castello, Casa editrice S. Lapi, 1914 («Collezione di opuscoli danteschi inediti o rari», 129-130).
- Le Novelle di Monteroggione, Rocca S. Casciano, L. Cappelli editore, 1920.

### Curatele
- Matteo Correggiari, Le Rime, In Bologna, presso Romagnoli Dall'Acqua, 1891.
- Lapo Gianni, Rime, rivedute sui codici e su le stampe con prefazione e note, Imola, tip. d’I. Galeati e figlio, 1895.
- Lapo Gianni e Gianni Alfani, Rime, edizione completa, Lanciano, R. Carabba editore, 1912.
- El dyalogo di Salomon e Marcolpho, Bologna, presso Gaetano Romagnoli, 1885.